# 2-dietilaminoetanotiol
El 2-dietilaminoetanotiol, conocido también como dietilcisteamina, es un compuesto orgánico de fórmula molecular C6H15NS. Es un aminotiol con un único grupo amino terciario. Su estructura está relacionada con la de la cisteamina, pero a diferencia de ésta, los dos hidrógenos unidos al nitrógeno están sustituidos por sendos grupos etilo. Es también semejante a la de la trietilamina, con un grupo tiol (-SH) añadido en uno de sus extremos.

## Propiedades físicas y químicas
El 2-dietilaminoetanotiol es un líquido aceitoso con una tonalidad entre incolora y naranja. Alcanza el punto de ebullición a 162 °C, mientras que su punto de fusión es de -29 °C, siendo ambos valores estimados.
Su punto de inflamabilidad —mínima temperatura a la que los vapores de un fluido inician la combustión— es de 52 ± 23  °C.
Posee una densidad de 0,9 g/L. Es algo soluble en agua, en una proporción aproximada de 5 g/L. El valor del logaritmo de su coeficiente de reparto, logP = 1,82, indica que su solubilidad en disolventes hidrófobos es considerablemente mayor que en disolventes hidrófilos.
Su tensión superficial estimada es de 30 dina/cm, menos de la mitad de la del agua.

## Síntesis y usos
El 2-dietilaminoetanotiol se puede sintetizar haciendo reaccionar S-[2-(dietilamino)ethil] bencenocarbotioato con cloruro de hidrógeno. También se obtiene a partir de S-(2-cloroetil) etanotioato, éter etílico y dietilamina.
En cuanto a sus usos, este aminotiol es un intermediario en la síntesis de la S-pregabalina (P704790), enantiómero de la pregabalina empleado como anticonvulsionante y analgésico ansiolítico.
Por otra parte, el 2-dietilaminoetanotiol es un producto intermedio o aparece como impureza en la fabricación de armas químicas. En este sentido, es uno de los productos de degradación de los gases nerviosos de tipo V, habiéndose desarrollado métodos para su detección tanto en el agua de uso corriente como en aguas fluviales.

## Precauciones
Este compuesto es irritante para ojos, piel y aparato respiratorio.